# Mary Onyali-Omagbemi
Nkemdilim »Mary« Onyali-Omagbemi, nigerijska atletinja, * 3. februar 1968, Gongola, Nigerija.
Nastopila je na olimpijskih igrah v letih 1988, 1992, 1996, 2000 in 2004, leta 1992 je osvojila bronasto medaljo v štafeti 4×100 m, leta 1996 pa še v teku na 200 m, ob te je dosegla še peto in sedmo mesto v štafeti 4x100 m in dve sedmi mesti v teku na 100 m. Na igrah Skupnosti narodov je leta 1994 osvojila zlati medalji v teku na 100 m in štafeti 4x100 m ter srebrno medaljo v teku na 200 m. Leta 1996 je prejela trimesečno prepoved nastopanja zaradi dopinga.